# Ośno Lubuskie (ville)
Pour les articles homonymes, voir Ośno Lubuskie.
Ośno Lubuskie (prononciation : [ˈɔɕnɔ luˈbuskʲɛ]) est une ville située dans la voïvodie de Lubusz dans la partie occidentale de la Pologne.
Elle est le siège administratif (chef-lieu) de la gmina appelée gmina de Ośno Lubuskie. La ville a superficie de 8,01 kilomètres carrés.

## Histoire
En 1793, la ville est annexée par le Royaume de Prusse sous le nom de Drossen. (voir Évolution territoriale de la Pologne)
Après la réforme administrative du royaume de Prusse en 1815, Drossen entre dans l'arrondissement de Sternberg-en-Nouvelle-Marche, qui est divisé ensuite, et elle fait partie de l'arrondissement de Sternberg-Ouest qui est lui-même partie du district de Francfort-sur-l'Oder au sein de la province de Brandebourg.
Après la Seconde Guerre mondiale, avec la mise en œuvre de la ligne Oder-Neisse, la ville intègre la République populaire de Pologne (voir Évolution territoriale de la Pologne).
De 1975 à 1998, la ville appartenait administrativement à la voïvodie de Gorzów.

Depuis 1999, elle appartient administrativement à la voïvodie de Lubusz

## Relations internationales

### Jumelages
La ville a signé des jumelages ou des accords de coopération avec:
- Eichwalde (Allemagne)

## Galerie

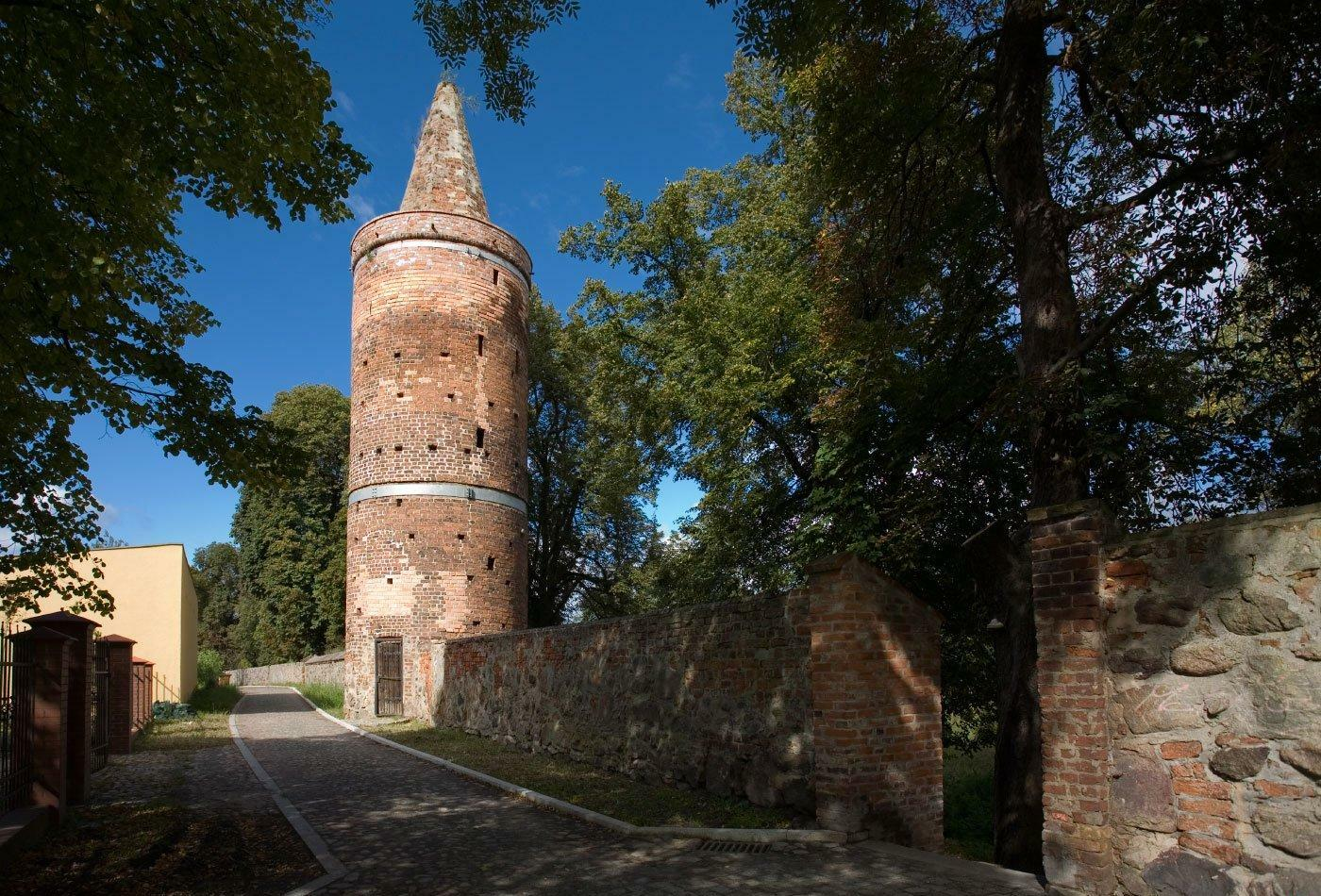
Ancien château
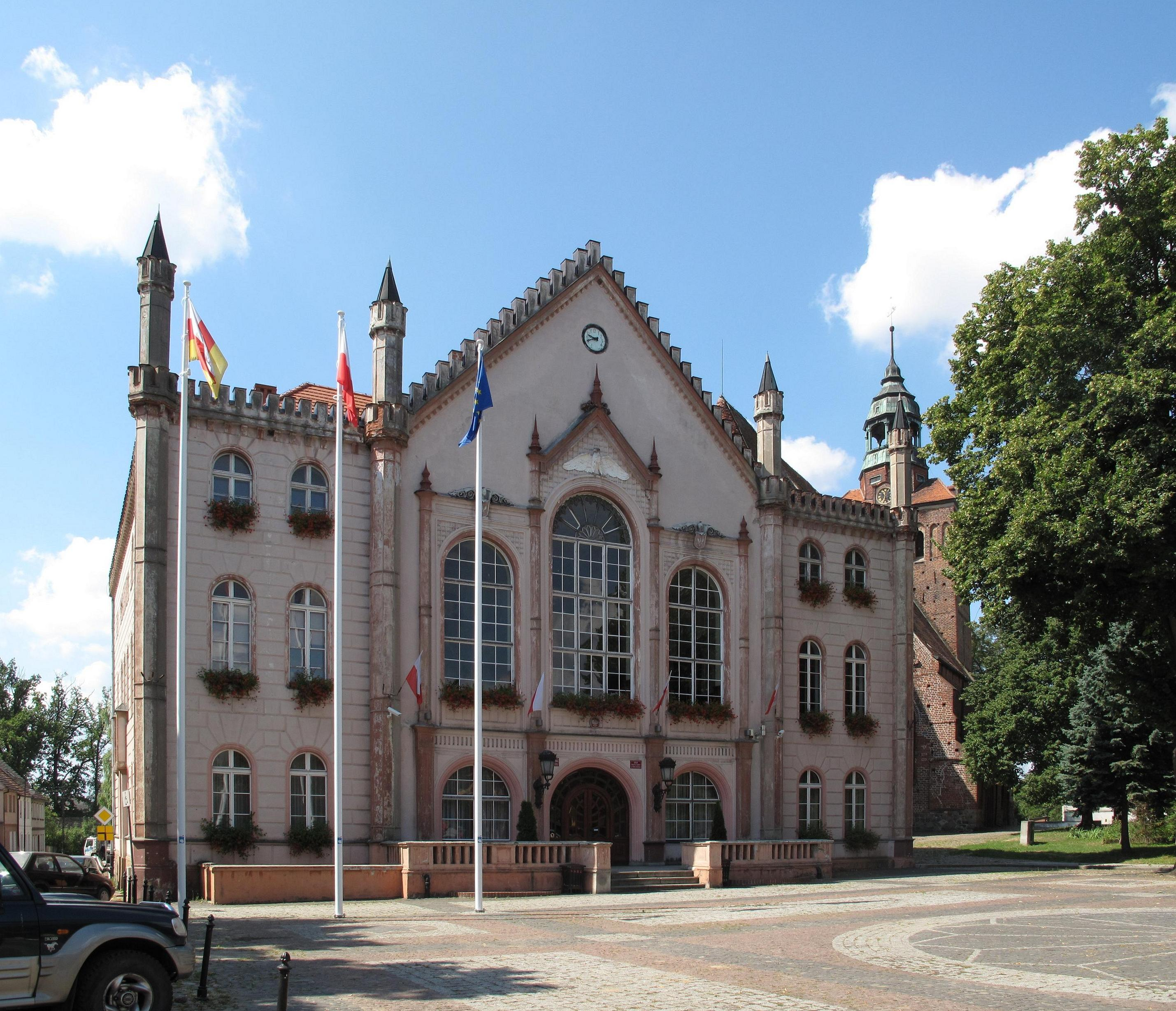
Hôtel de ville
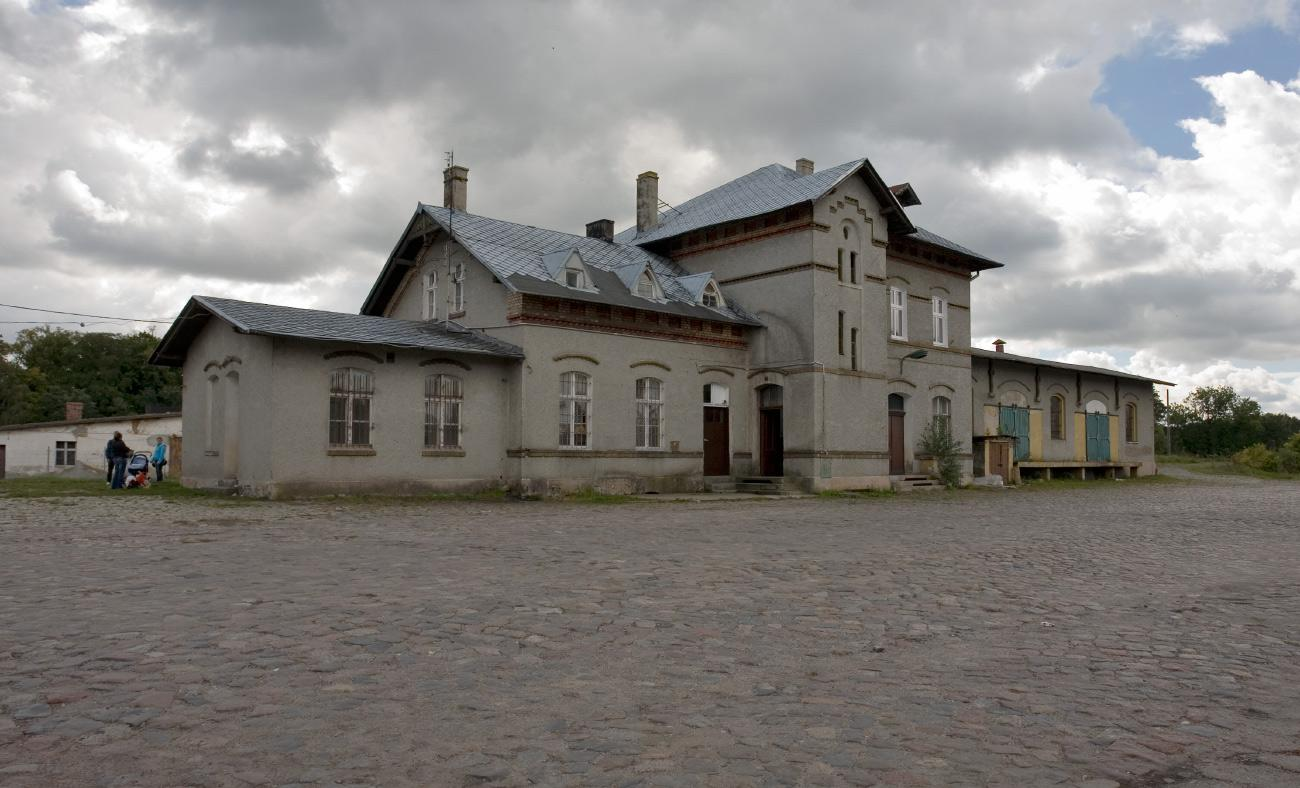